# 日本・カタール友好議員連盟
日本・カタール友好議員連盟（にほん・カタールゆうこうぎいんれんめい）は、日本とカタールの友好関係を促進・強化することを目的として発足された議員連盟である。2013年（平成25年）3月19日に自由民主党所属の国会議員によって設立された。

## 会員
- 二階俊博（会長）

衆議院議員／自由民主党
- 甘利明（副会長）

衆議院議員／自由民主党
- 伊藤忠彦（事務局長）[3]

衆議院議員／自由民主党
- 河村建夫　衆議院議員／自由民主党
- 西村康稔 　衆議院議員／自由民主党
- 松下新平　参議院議員／自由民主党（2019年1月16日より所属）[4]
- 小池百合子　現・東京都知事